# MHTML
MHTML (скорочення від MIME HTML) — архівний формат для вебсторінок, котрий використовується для об'єднання ресурсів, що типово представлені у зовнішніх посиланнях (такі як CSS-стилі, зображення, Flash-анімація, Java-аплети, аудіо файли) з HTML кодом в одному файлі. Вміст MHTML файлу кодується так, ніби він є електронним листом у форматі HTML, з використанням MIME типу multipart/related. Перша частина файлу це звичайний кодований HTML; наступні частини є додатковими ресурсами, ідентифікованими їхніми оригінальними URL, закодованими base64. Цей формат також іноді називають MHT, бо файлам за замовчуванням дається суфікс .mht при створенні у Microsoft Word, Internet Explorer чи Opera.
MHTML є пропозицією для стандарту, поширеній у переглянутій редакції 1999 як RFC 2557.

## Дивись також
- Mozilla Archive Format
- Webarchive
- Альтернативою для приєднання ресурсів до HTML документу є data URI scheme[en], визначена у стандарті IETF RFC 2397.